# Гимн Андалусии
Слова Гимна Андалусии были созданы Бласом Инфанте. Гимн Андалусии закреплён в статье 6.2 Устава автономии Андалусии.
Автор музыки гимна — Хосе дель Кастильо Диас (исп. José del Castillo Díaz), который являлся директором муниципального оркестра Севильи. Вдохновением к созданию музыки, возможно, послужила религиозная песня Santo Dios, очень распространённая в Испании, которые андалусские крестьяне поют во время жатвы;
Андалусский гимн был представлен на концерте, который состоялся на бульваре «Аламеда де Эркулес» (Alameda de Hércules) 10 июля 1936 года (за неделю до начала гражданской войны). Гимн был исполнен муниципальным оркестром Севильи под руководством Хосе дель Кастильо.
В настоящее время Гимн Андалусии глубоко укоренился в андалусском народе как один из символов его идентичности.
Последняя строка припева стала причиной многочисленных споров, поскольку она не соответствует тому, что было первоначально создано Бласом Инфанте. Автор создал несколько версий этой строки, в самой ранней «los pueblos» (народы) находится на том месте, где сейчас стоит «España» (Испания). Во второй версии «народы» (los pueblos) были заменены «Иберией» (Iberia), поздней строка была снова изменена и Иберия заменена Испанией.

## Гимн Андалусии
| La bandera blanca y verde vuelve, tras siglos de guerra, a decir paz y esperanza, bajo el sol de nuestra tierra. ¡Andaluces, levantaos! ¡Pedid tierra y libertad! ¡Sea por Andalucía libre, Los pueblos y la Humanidad! Los andaluces queremos volver a ser lo que fuimos hombres de luz, que a los hombres, alma de hombres les dimos. ¡Andaluces, levantaos! ¡Pedid tierra y libertad! ¡Sea por Andalucía libre, Los pueblos y la Humanidad! | Зелёный и белый флаг возврашается, спустя века войны, чтобы поведать о мире и надежде, под солнцем нашей земли. — Припев — Андалуссцы, поднимитесь! Требуйте землю и свободу! Которая нужна свободной Андалусии, народы и Человечеству! Мы, Андалуссцы, хотим стать тем, кем мы были Просвещёнными людьми, что человечеству отдали душу людскую. — Припев — Андалуссцы, поднимитесь! Требуйте землю и свободу! Которая нужна свободной Андалусии, народы и Человечеству! |

## Слова гимна, принятые Ассамблеей в Ронде в 1918 году
La bandera blanca y verde 

vuelve tras siglos de guerra,

a decir paz y esperanza,

bajo el sol de nuestra tierra.

¡Andaluces, levantaos!

¡Pedid tierra y libertad!

¡Sea por Andalucía libre,

Los pueblos y la Humanidad!

Los andaluces queremos

volver a ser lo que fuimos

hombres de luz, que a los hombres,

alma de hombres les dimos.

¡Andaluces, levantaos!

¡Pedid tierra y libertad!

¡Sea por Andalucía libre,

Los pueblos y la Humanidad!